# Associazione Calcio Mantova 1950-1951
Questa voce raccoglie le informazioni riguardanti l'Associazione Calcio Mantova nelle competizioni ufficiali della stagione 1950-1951.

## Stagione
In casa biancoceleste viene conclusa la fusione dell'ACM col Suzzara, venutosi a trovare a corto di risorse economiche.
Arriva il mediano ex bianconero Michele Zampiccinini riunitosi così agli ex compagni di Suzzara, Nello Caraffi, Spartaco Griffith, Giuseppe Marmiroli e Gianni Piccinini. 
C'è molta attesa anche per l'arrivo dell'attaccante Aurelio Pavesi De Marco che a Palermo ha segnato molto, ma che sarà frenato da un infortunio alla gamba. Anche in questa stagione il Mantova parte maluccio e risale la china nella fase finale del torneo, negli ultimi otto turni ha ottenuto sei vittorie e due pareggi. 
La squadra affidata all'allenatore Bruno Biagini chiude infatti il campionato con una onorevole quinta posizione. 
Miglior realizzatore stagionale con 14 reti l'ala destra Sergio Verderi che ha esordito con la maglia del Mantova alla vigilia di Natale alla quattordicesima giornata, arrivato dal Genoa.

## Rosa
| N. |                   | Ruolo | Calciatore              |
| -- | ----------------- | ----- | ----------------------- |
|    | Italia (bandiera) | D     | Nello Caraffi           |
|    | Italia (bandiera) | C     | Dino Cestaro            |
|    | Italia (bandiera) | C     | Nevio Corradini         |
|    | Italia (bandiera) | A     | Gianni Dotti            |
|    | Italia (bandiera) | P     | Mario Ghirardi          |
|    | Italia (bandiera) | A     | Pietro Gola             |
|    | Italia (bandiera) | D     | Spartaco Griffith       |
|    | Italia (bandiera) | A     | Giuseppe Marmiroli      |
|    | Italia (bandiera) | A     | Savino Mosca            |
|    | Italia (bandiera) | A     | Aurelio Pavesi De Marco |

| N. |                   | Ruolo | Calciatore           |
| -- | ----------------- | ----- | -------------------- |
|    | Italia (bandiera) | D     | Eraldo Pezzini       |
|    | Italia (bandiera) | A     | Gianni Piccinini     |
|    | Italia (bandiera) | A     | Angelo Piccoli       |
|    | Italia (bandiera) | A     | Carlo Rippa          |
|    | Italia (bandiera) | C     | Mario Sguaitzer      |
|    | Italia (bandiera) | C     | Mario Tosolini       |
|    | Italia (bandiera) | A     | Sergio Verderi       |
|    | Italia (bandiera) | C     | Antonio Vismara      |
|    | Italia (bandiera) | A     | Giacinto Zamperlin   |
|    | Italia (bandiera) | C     | Michele Zampiccinini |

## Risultati

### Serie C girone B

#### Girone di andata
| Arbitro: | Melgari (Bergamo) |

|                      |           |  |
| Mosca 12’ Pavesi 44’ | Marcatori |  |

| Arbitro: | Picasso (Milano) |

|                                                         |           |  |
| Loschi 6’ Fappani 49’ Marangoni 66’ (rig.) Azzarini 85’ | Marcatori |  |

| Arbitro: | Zappa (Ravenna) |

|                                 |           |  |
| Zampiccinini 16’ Mosca 66’, 74’ | Marcatori |  |

| Arbitro: | Mestron (Udine) |

|                    |           |  |
| Caraffi 88’ (aut.) | Marcatori |  |

| Arbitro: | Mazzeo (Bergamo) |

|                  |           |  |
| Mosca 41’ (rig.) | Marcatori |  |

| Arbitro: | Griggi (Brescia) |

|  |           |                      |
|  | Marcatori | 10’ Pavesi 44’ Mosca |

| Arbitro: | Anichini (Firenze) |

|  |           |             |
|  | Marcatori | 70’ Picconi |

| Arbitro: | Cortesi (Ravenna) |

|               |           |                    |
| De Paulis 71’ | Marcatori | 11’ (aut.) Carlini |

| Arbitro: | De Marchi (Pordenone) |

|             |           |  |
| P. Gola 28’ | Marcatori |  |

| Arbitro: | Guarnaschelli (Pavia) |

|  |           |                       |
|  | Marcatori | 43’ Rippa 47’ Cestaro |

| Arbitro: | Puleo (Torino) |

|             |           |  |
| Stucchi 39’ | Marcatori |  |

| Arbitro: | Baldo (Alessandria) |

|                                            |           |  |
| P. Gola 48’, 82’ Vismara 67’ Marmiroli 80’ | Marcatori |  |

| Arbitro: | De Marchi (Pordenone) |

|             |           |  |
| Verrina 52’ | Marcatori |  |

| Arbitro: | Stevano (Vercelli) |

|  |           |               |
|  | Marcatori | 60’ Svorenich |

| Cesena 31 dicembre 1950 15ª giornata | Cesena              | 0 – 0 | Mantova | Ippodromo del Savio\| Arbitro: \| Baldo (Alessandria) \| |
| Arbitro:                             | Baldo (Alessandria) |       |         |                                                          |

| Rimini 6 gennaio 1951 16ª giornata | Rimini           | 0 – 0 | Mantova | Stadio Romeo Neri\| Arbitro: \| Zoli (Pontedera) \| |
| Arbitro:                           | Zoli (Pontedera) |       |         |                                                     |

| Arbitro: | Pirali (Gallarate) |

|                                  |           |                     |
| Vismara 5’ 10’, 35’, 82’ Verderi | Marcatori | 22’, 55’ Bonistalli |

| Arbitro: | Franzi (Vercelli) |

|           |           |  |
| Fiore 60’ | Marcatori |  |

| Arbitro: | Ricci (Pavia) |

|             |           |  |
| P. Gola 12’ | Marcatori |  |

#### Girone di ritorno
| Arbitro: | Andreoni (Milano) |

|                     |           |                        |
| Jacksettig 59’, 80’ | Marcatori | 3’ Dotti 67’ Marmiroli |

| Arbitro: | Battistini (Bologna) |

|             |           |  |
| Verderi 37’ | Marcatori |  |

| Arbitro: | Brassi (Pavia) |

|               |           |  |
| Scricchia 14’ | Marcatori |  |

| Arbitro: | Arpaia (Roma) |

|                                            |           |                     |
| P. Gola 4’, 13’ Mosca 15’ Vismara 61’, 63’ | Marcatori | 27’ Gotti 58’ Grisa |

| Arbitro: | Cortesi (Ravenna) |

|              |           |  |
| Anastasi 31’ | Marcatori |  |

| Arbitro: | Marchetti (Milano) |

|             |           |              |
| Verderi 26’ | Marcatori | 85’ Bronzoni |

| Arbitro: | Casati (Varese) |

|             |           |                              |
| Lazzari 80’ | Marcatori | 18’ (rig.) Mosca 73’ Verderi |

| Arbitro: | Cabiati (Casale Monferrato) |

|             |           |                  |
| Verderi 62’ | Marcatori | 17’, 22’ Dreossi |

| Bolzano 1º aprile 1951 28ª giornata | Bolzano              | 0 – 0 | Mantova | Stadio Druso\| Arbitro: \| Michieletto (Mestre) \| |
| Arbitro:                            | Michieletto (Mestre) |       |         |                                                    |

| Arbitro: | Ciriotto (Venezia) |

|                         |           |  |
| Verderi 82’ Vismara 90’ | Marcatori |  |

| Arbitro: | Daretti (Vicenza) |

|                              |           |                                                    |
| Mosca 44’ (rig.) Verderi 59’ | Marcatori | 43’ (rig.) Teruzzi 61’ (aut.) Griffith 69’ Pirotta |

| Arbitro: | Burg (Monfalcone) |

|                           |           |                      |
| Castellari 2’ Bicicli 34’ | Marcatori | 1’ Verderi 60’ Mosca |

| Arbitro: | Selva (Torino) |

|                                                    |           |  |
| Da Costa 46’ (aut.) Verderi 63’, 70’ Marmiroli 65’ | Marcatori |  |

| Valdagno 6 maggio 1951 33ª giornata | Marzotto Valdagno | 0 – 0 | Mantova | Stadio dei Fiori\| Arbitro: \| Melgari (Bergamo) \| |
| Arbitro:                            | Melgari (Bergamo) |       |         |                                                     |

| Arbitro: | Parpaiola (Padova) |

|                                |           |  |
| Casadei 65’ (aut.) P. Gola 72’ | Marcatori |  |

| Arbitro: | Pirali (Gallarate) |

|                                          |           |                          |
| Mosca 5’, 37’ P. Gola 25’ Dotti 36’, 70’ | Marcatori | 9’ Polazzi 53’ Innocenti |

| Arbitro: | Ferrari Aggradi (Firenze) |

|  |           |                                 |
|  | Marcatori | 26’ (aut.) Zeglioli 82’ Verderi |

| Arbitro: | Brigo (Torino) |

|                            |           |              |
| Mosca 48’ (rig.) Dotti 75’ | Marcatori | 65’ Lombardi |

| Arbitro: | Perucci (Verona) |

|              |           |                              |
| Giacconi 44’ | Marcatori | 49’ Verderi 83’ G. Piccinini |